# Grevillea drummondii
Grevillea drummondii är en tvåhjärtbladig växtart. Grevillea drummondii ingår i släktet Grevillea och familjen Proteaceae.

## Underarter
Arten delas in i följande underarter:
- G. d. drummondii
- G. d. pimeleoides